# Audiencia (medios de comunicación)
Audiencia es el público que interactúa con un medio de comunicación, ya sea cine, televisión, radio, etc.. Las diferentes tipologías de audiencias dependen de ciertas variables tanto sociológicas como psicológicas del individuo "participativo" de dicha audiencia: edad, sexo, nivel socioeconómico, hábitos individuales, horarios, aficiones, signos de identidad, rol social, etc.

## Definiciones
- Audiencia potencial: Forma parte de ella todo individuo que sea susceptible de ver un programa de televisión.
- Nicho de audiencia: Es una parte de la audiencia potencial que según ciertos precedentes puede aventurarse y que se puede convertir en audiencia real.
- Audiencia real: Es el número de personas que siguen un programa.
- Índice de audiencia: Es el porcentaje de la audiencia real respecto a la audiencia potencial que podría tener ese programa.
- Target: Se corresponde con la audiencia tipo de un programa o por el perfil del espectador buscado por este.
- Cuota de pantalla o share: Es el reparto de las audiencias reales entre todos los canales expresado en porcentajes.

## Comportamiento de la audiencia
El comportamiento de la audiencia está condicionado por el medio. En el caso del cine nos encontramos con un espectador selectivo, ya que la elección que lleva a cabo implica un desembolso económico, un desplazamiento y el abanico de programación está más restringido que el televisivo. También influyen factores ajenos al espectador, como el aforo de la sala, horarios, fechas de exhibición, etc.
En lo que respecta a la televisión, se trata de un espectador más heterogéneo, ya que es un medio doméstico y gratuito, por lo tanto, de acceso fácil y cómodo. Este tipo de audiencia es menos selectiva que la del cine, porque busca en la televisión básicamente el entretenimiento. 
Estas audiencias podrían denominarse "pasivas" ya que se cree que el receptor no interactúa con el mensaje. Por el contrario, algunas teorías nos hablan de las audiencias activas:
Teoría audiencia activa
Las teorías de audiencia indican cómo se relaciona de forma natural la audiencia con los medios (McQuail, 1994: 281-324; 2000: 76-90). Esta teoría tiene relación con la semiótica (método que explica ‘cómo’ es producido el significado, y cómo las personas construyen e interpretan los mensajes). El concepto de audiencia activa aparece alrededor de 1970 criticando entre otras la teoría hipodérmica (el emisor de la información tiene un efecto sobre el destinatario, sin que este se dé cuenta).
Por lo tanto, supone cambios en el ente receptor de la actividad comunicativa. Aporta un paradigma nuevo que cuestiona el del paradigma lineal-causal de la comunicación: fuente-emisor-estímulo-receptor-efecto hacia una explicación más completa en el que la comunicación se analiza y reinterpreta de manera subjetiva por parte del receptor del mensaje. El sujeto selecciona con placer la interpretación que mejor se le acomoda y no responde a los medios con el simple modelo 'estímulo-respuesta' sino que deconstruye la información que recibe del emisor.
Es importante señalar que la decodificación (y reconstrucción) la hace sobre la base de una interpretación simbólica, coherente con su identidad personal y sus subjetividades (edad, raza, sexo, clase social, ego, experiencia pasada), y de acuerdo a la identidad colectiva y al contexto social donde se halla.
Es por esto que podemos recordar el axioma escolástico de Santo Tomás de Aquino, basándose en Aristóteles Quidquid recipitur ad modum recipientis recipitur (lo que se recibe, se recibe según el modo del que lo recibe).
Tomando en cuenta la heterogeneidad de las audiencias televisivas, la nueva tendencia de las cadenas consiste en estratificar al público para atraer a las minorías a unos programas especializados, como ya se dio el caso en la industria periodística, cinematográfica y musical.
En la actualidad existen una serie de estrategias de captación de audiencias en la televisión.
Si se tiene en cuenta el actual panorama mediático, y el ascenso vertiginoso del éxito de estas alternativas, tanto a la hora de emitir información como a la de consumirla, se puede vislumbrar cierto descontento ante el modo habitual de producción informativa, y en definitiva, un cambio en esta dinámica de ausencia de responsabilidades. El libro La Televisión en España: Informe 2009 , destaca que hay una franja de público con un alto riesgo de “fuga” que lo constituyen los jóvenes y las personas con un alto nivel educativo que están dejando de ver la televisión. Un riesgo consecuencia de la evolución del habitus de Bourdieu , entendido como aquel esquema de obrar, pensar y sentir asociado a la posición social, y que hoy guarda relación con un cambio en los hábitos de consumo derivados del fuerte impulso de las tecnologías. 
La televisión y la radio a la carta ya son una posibilidad real a través de la red, mediante las Web 2.0, y a través del streaming que permite ver u oír un archivo directamente en dichas páginas sin necesidad de descargarlo antes al ordenador. Clara muestra de ello es el ingenioso Spotify, una discoteca mundial con todo tipo de contenidos musicales. 
Igual sucede con la prensa, y los periódicos digitales ofrecen ventajas incuestionables al incorporar en la mayor parte de sus noticias hipervínculos que permiten ahondar en las cuestiones más interesantes para el lector. El nuevo soporte puede presumir frente al resto de ser un canal universal, omnifuncional, personalizable, bidireccional, ilimitado, cuyo ámbito es mundial. Y sobre todo lo que más ha revolucionado el mundo de la navegación: la mencionada hipertextualidad. En estos momentos, con la creación de tecnologías como la tableta, híbrido entre ordenador y móvil, o el libro electrónico, la concepción habitual de consumo que tiene la sociedad ha pasado a una dimensión completamente diferente. Un universo telemático que, por lo menos en España, presenta dificultades de consolidación, mayoritariamente en el sector de población con más edad.

## Método de encuestas
El sistema que siguen algunas compañías para obtener índices de audiencia consiste en instalar audímetros, dispositivos electrónicos que guardan registro del tiempo de sintonización de una u otra emisora, en distintos hogares del territorio español. Este sistema facilita una estimaciones precisas a nivel nacional y regional. El inconveniente más grave de los sistemas electrónicos de medida, es conseguir obtener la audiencia de las emisoras locales.
En España existen 4.625 audímetros repartidos proporcionalmente a la población de las distintas comunidades, provincias, o ciudades. Esta muestra es más que suficiente para realizar análisis de audiencia de cadenas públicas o privadas que emiten para toda España, incluso, en las autonomías más pobladas. Por el contrario, en las comunidades más pequeñas, por el escaso número de audímetros, la muestra obtenida estará fuera de una fiabilidad estadística aceptable. Cuando más nos ceñimos a áreas limitadas, la ausencia de un número significativo de audímetros impide obtener una muestra aceptable para estudiar la audiencia de emisoras. Sin olvidar que, además del puro análisis de audiencia cuantitativo (share, GRP´s), la entrevista permite estudiar las preferencias de los telespectadores u oyentes de una forma más directa y sincera; conocer la opinión sobre la programación, también los hábitos del público, saber los puntos fuertes y débiles de la competencia, si reciben la señal claramente, o cualquier otro análisis cualitativo o cuantitativo que se requiera.

## Audiencia televisiva en España
| Canal       | 2006  | 2007  | 2008  |
| ----------- | ----- | ----- | ----- |
| La 1        | 18,3% | 17,2% | 16,8% |
| La 2        | 4,8%  | 4,6%  | 4,6%  |
| Antena 3    | 19,6% | 17,4% | 15,8% |
| Cuatro      | 6,4%  | 7,7%  | 9,0%  |
| Telecinco   | 21,3% | 20,3% | 19,0% |
| La Sexta    | 1,8%  | 4,0%  | 6,1%  |
| Autonómicas | 15,4% | 14,7% | 14,3% |
| Temáticas   | 8,9%  | 11,0% | -     |
| Locales     | 3,4%  | 2,6%  | 1,4%  |